# Prémio de Investigação científica Professora Doutora Maria Odette Santos-Ferreira
O Prémio de Investigação científica Professora Doutora Maria Odette Santos-Ferreira é um prémio atribuído anualmente pela Ordem dos Farmacêuticos.

## História
O Prémio foi criado no ano de 2010 em homenagem à farmacêutica, professora universitária e investigadora portuguesa Doutora Maria Odette Santos-Ferreira.  Este prémio destina-se a promover e dinamizar a investigação em Saúde Pública por farmacêuticos em Portugal.

## Premiados
- 2011 - Nuno Lunet (Faculdade de Medicina da Universidade do Porto)[2]
- 2012 - Teresa Herdeiro (Faculdade de Medicina da Universidade do Porto)[3]
- 2015 - Francisco Batel Marques, Carlos Alves e Ana Filipa Macedo (Faculdade de Farmácia da Universidade de Coimbra e AIBILI)[4]
- 2016 - Filipa Duarte-Ramos (Faculdade de Farmácia da Universidade de Lisboa)[5]
- 2017 - Diogo Mendes, Carlos Alves e Francisco Batel Marques (Faculdade de Farmácia da Universidade de Coimbra e AIBILI)[6]